# Джон Моррісон (письменник)
Джон Мо́ррісон (англ. John Morrison; *1904, Сандерленд, Англія — †1998, Австралія) — австралійський письменник-новеліст.

## Біографія
Народився в 1904 році в Сандерленді (Англія).
В 1923 році емігрував до Австралії, заробляючи на життя як лісничий, допоки одружився й оселився в Мельбурні в 1928 році.
В 1937 році Дж. Моррісон вступив до Комуністичної партії Австралії.
Публікувати свої оповідання Моррісон почав у середині 1930-х років.
Двічі Джону Моррісону присуджували стипендію Літературного фонду Співдружності (Commonwealth Literary Fund Fellowship) — в 1947 і 1949 роках. 1986 року письменник отримав премію Патріка Вайта. Член Ордену Австралії.
Решту своїх днів Джон Моррісон прожив у Мельбурні, працюючи садівником, з перервою у десять років — робота на пристані.
Помер у 1998 році.

## З творчості
Оповідання Джона Моррісона, більшість з яких вперше з'явилися в часописах Meanjin і Overland, склали такі збірки:
- Sailors Belong Ships (1947);
- Black Cargo (1955);
- Twenty-Three (1962);
- Selected Stories (1972);
- Australian by Choice (1973);
- North Wind (1982);
- Stories of the Waterfront (1984);
- This Freedom (1985);
- The Happy Warrior (1988) — статті про австралійських письменників.

Автор відомий також і як романіст — «Повзуче місто» (The Creeping City, 1949) і «Порт призначення» (Port of Call, 1950).
Твори Моррісона були опубліковані понад 10-ма мовами, в тому числі російською. Часто новели письменника включались до антологій сучасної австралійської прози.